# Grigori Demidovtsev
Grigori Demidovtsev (en russe : Григорий Анатольевич Демидовцев), de son vrai nom Grigori Petrov, né le 12 octobre 1960 à Leningrad et mort le 19 juin 2023, est un écrivain russe moderne contemporain, membre de l’Union des écrivains russes, qui crée ses œuvres dans le genre fiction philosophique.
Il est l'auteur de sept livres dont cinq composent le cycle « Le souffle de la mort et l’éternité de l’amour ». L’action de ses livres se déroule, en partie, dans un pays imaginaire nommé Névorus, existant dans une réalité alternative et occupant géographiquement le Nord de la Russie, la Scandinavie, une partie d’Amérique du Nord, et d’autres territoires. Les livres de Demidovtsev peuvent être classés comme fiction historique, ce qui n’empêche pas d’apprécier leur psychologisme fin, leur tension digne des « films d’action » et les détours inattendus du sujet typiques des romans policiers. Les triangles amoureux ne sont pas non plus négligés. Mais la principale particularité de l’œuvre de Demidovtsev est une corrélation fine et nette qu’il établit entre l’histoire (jusqu’aux plus petits détails) et la métaphysique.

## Publications
- Le souffle de l’avenir
- Le souffle du passé
- La Rus’ que nous n’avons jamais connue
- Le souffle de l’éternité
- Le petit nœud
- Le démon de la tentation
- Un ange noir. Le bateau de la mort